# Square du Tchad
Le square du Tchad est un square du 16e arrondissement de Paris.

## Situation et accès
Ce square qui longe le boulevard périphérique est accessible par le 8, avenue du Général-Sarrail.
Il est desservi par la ligne 10 à la station Porte d'Auteuil.

## Origine du nom
Il porte le nom de la république du Tchad, un pays d'Afrique centrale.

## Historique
Le square est créé en 1978. Il est aménagé sur une dalle, sous laquelle est installé un supermarché. Il est planté de cerisiers à fleurs.
Un terrain de sport, des agrès, une aire de jeux et deux tables de pique-nique y sont installés.
Il est notamment fréquenté par les élèves du lycée Jean-de-la-Fontaine et du lycée Claude-Bernard voisins.

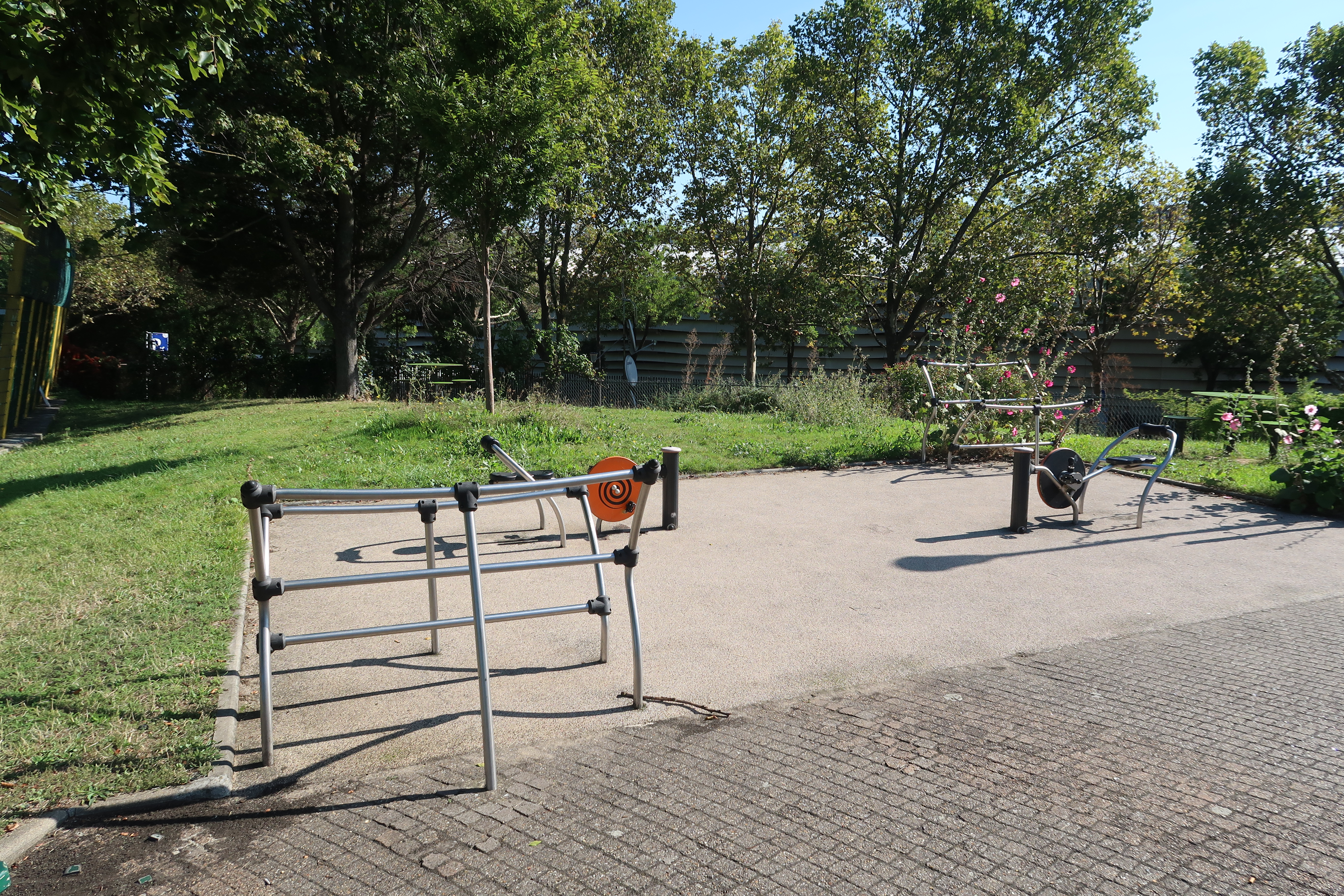
Agrès.
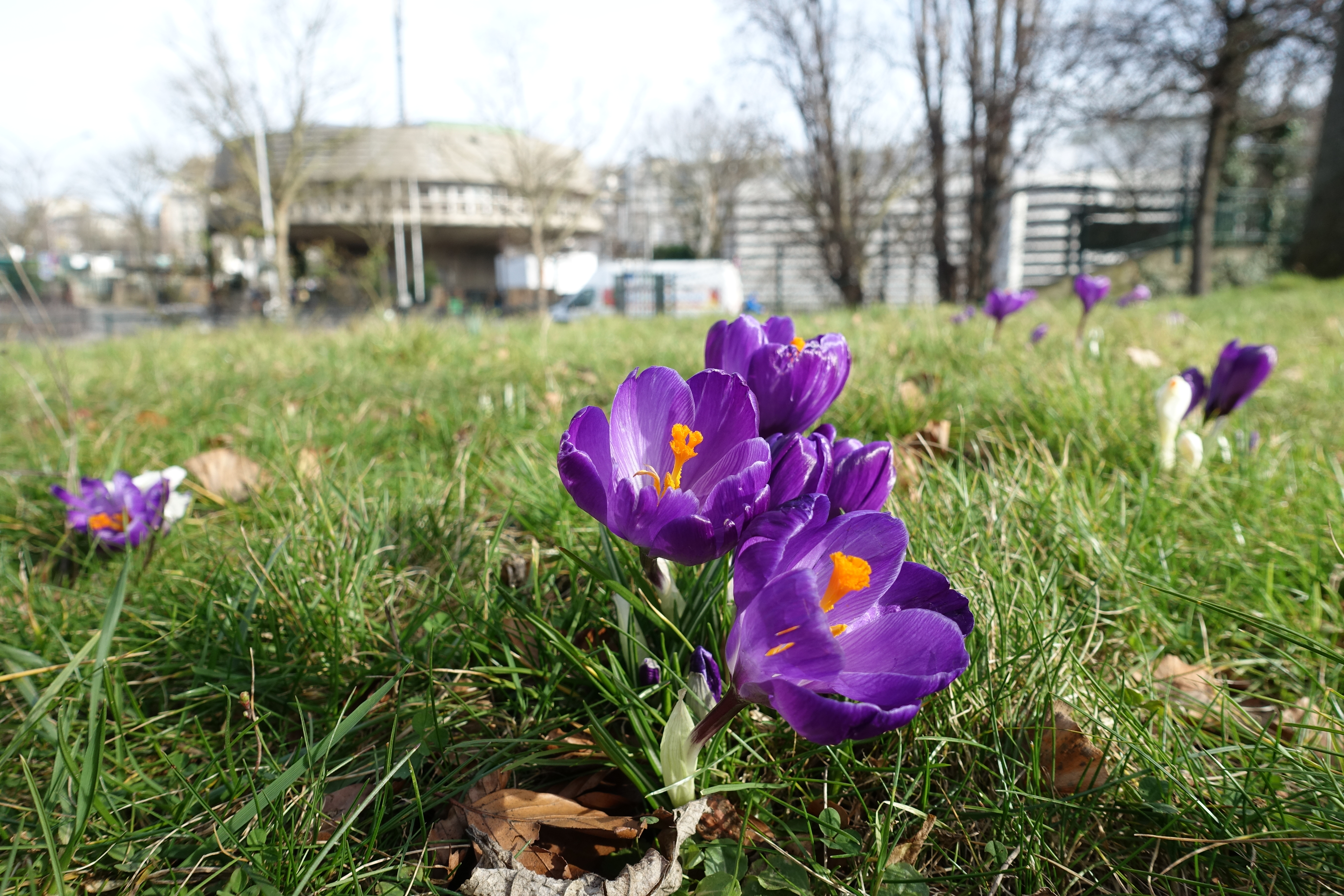
Fleurs.